# Pyheensiltacultuur
De Pyheensiltacultuur (ook geschreven als Pyheensilla) was het jongste stadium van de  kamkeramiekcultuur in Finland (3.200-2.800 v.Chr.).
Ze is vernoemd naar de nederzetting Pyheensilta in Mynämäki in Zuidwest-Finland, waar opgravingen werden uitgevoerd in 1938-1939, 1959-1960 en 1978-1979. Kenmerkend was een slecht gebakken en spaarzaam versierd aardewerk met een kamerkeramisch karakter, waarin ook invloeden te ontdekken zijn van zowel de bootbijlcultuur als de Pitted-warecultuur.
Het Pyheensilta-keramiek heeft geen putjes. De voorraad stenen voorwerpen is divers en overvloedig, en bestaat uit kleine stekers, netgewichten, sierhangers en vooral lange slanke pijlpunten van het zogenaamde Pyheensilta-type, alles voornamelijk gemaakt van leisteen. Het aantal bekende nederzettingen is niet groot en de onderzochte nederzettingen, onder meer Lyytikänharju en Hiitteenharju in Harjavalta, bevinden zich in estuaria. Uit het gevonden materiaal en de locatie van de nederzettingen blijkt dat de bevolking tijdens het Pyheensilta-stadium een goed ontwikkelde en technisch geperfectioneerde jachtcultuur vertegenwoordigde. Equivalenten van de vondsten uit Pyheensilta zijn te vinden in Estland en Letland.